# アドニス・メディーナ
アドニス・メディーナ・デル・ロサリオ（Adonis Medina Del Rosario, 1996年12月18日 - ）は、ドミニカ共和国サントドミンゴ出身のプロ野球選手（投手）。MLBのシアトル・マリナーズ傘下所属。右投右打。

## 経歴

### プロ入りとフィリーズ時代
2014年5月にアマチュア・フリーエージェントでフィラデルフィア・フィリーズと契約してプロ入り。契約後、傘下のルーキー級ドミニカン・サマーリーグ・フィリーズでプロデビュー。11試合（先発2試合）に登板して2勝3敗1セーブ、防御率1.37、22奪三振を記録した。
2015年はルーキー級ガルフ・コーストリーグ・フィリーズでプレーし、10試合（先発8試合）に登板して3勝2敗、防御率2.98、35奪三振を記録した。
2016年はA-級ウィリアムズポート・クロスカッターズでプレーし、13試合に先発登板して5勝3敗、防御率2.92、34奪三振を記録した。
2017年はA級レイクウッド・ブルークロウズでプレーし、22試合に先発登板して4勝9敗、防御率3.01、133奪三振を記録した。
2018年はA+級クリアウォーター・スレッシャーズでプレーし、22試合（先発21試合）に登板して10勝4敗、防御率4.12、123奪三振を記録した。また、この年はオールスター・フューチャーズゲームの世界選抜に選出された（メジャー昇格で辞退したエニエル・デロスサントスの代役）。オフの11月20日にルール・ファイブ・ドラフトでの流出を防ぐために40人枠入りした。
2019年はAA級レディング・ファイティン・フィルズでプレーし、22試合（先発21試合）に登板して7勝7敗、防御率4.94、82奪三振を記録した。
2020年9月20日のトロント・ブルージェイズ戦でメジャーデビュー。先発登板して4回2失点だった。
2021年オフの12月1日にDFAとなった。

### メッツ時代
2022年3月16日にウェイバー公示を経てピッツバーグ・パイレーツへ移籍したが、4月6日にDFAとなり、4月7日にニューヨーク・メッツに金銭トレードで移籍した。5月5日の古巣フィリーズ戦で、2回2/3を1安打無失点に抑えメジャー初勝利を挙げた。なお、この年のオフにはドミニカのウィンターリーグであるリーガ・デ・ベイスボル・プロフェシオナル・デ・ラ・レプブリカ・ドミニカーナ（LIDOM）に派遣され、ティグレス・デル・リセイに所属した。

### 起亜タイガース時代
2022年12月11日、韓国プロ野球の起亜タイガースと契約した。2023年7月4日、ウェーバー公示され、7月11日に自由契約選手となった。それ以降は、どの球団にも所属しなかった。

### ナショナルズ傘下時代
2024年2月29日にワシントン・ナショナルズとマイナー契約を結び、同日中にAAA級ロチェスター・レッドウィングスに配属された。この年は年間を通してマイナーで過ごした為、同年のメジャー復帰はならなかった。オフの11月4日にFAとなった。

### マリナーズ傘下時代
2024年11月18日にシアトル・マリナーズとマイナー契約を結び、同日中にAAA級タコマ・レイニアーズに配属された。また、23日には2025年のスプリングトレーニングに招待選手として参加することになった、と発表された。

## 投球スタイル
粗削りで大崩れも多いが持ち球自体は一級品と言われる。特にスライダーの切れ味は抜群で三振を奪う能力が高い。速球の最速は、2021年に記録した94.6mph（約152.2km/h）。

## 詳細情報
| 年 度    | 球 団    | 登 板 | 先 発 | 完 投 | 完 封 | 無 四 球 | 勝 利 | 敗 戦 | セ 丨 ブ | ホ 丨 ル ド | 勝 率 | 打 者 | 投 球 回 | 被 安 打 | 被 本 塁 打 | 与 四 球 | 敬 遠 | 与 死 球 | 奪 三 振 | 暴 投 | ボ 丨 ク | 失 点 | 自 責 点 | 防 御 率 | W H I P |
| -------- | -------- | ----- | ----- | ----- | ----- | -------- | ----- | ----- | -------- | ----------- | ----- | ----- | -------- | -------- | ----------- | -------- | ----- | -------- | -------- | ----- | -------- | ----- | -------- | -------- | ------- |
| 2020     | PHI      | 1     | 1     | 0     | 0     | 0        | 0     | 1     | 0        | 0           | .000  | 18    | 4.0      | 3        | 0           | 3        | 0     | 0        | 4        | 0     | 1        | 2     | 2        | 4.50     | 1.50    |
| 2021     | PHI      | 4     | 1     | 0     | 0     | 0        | 0     | 0     | 0        | 0           | ----  | 36    | 7.2      | 9        | 0           | 4        | 0     | 3        | 6        | 0     | 0        | 3     | 3        | 3.52     | 1.70    |
| 2022     | NYM      | 14    | 0     | 0     | 0     | 0        | 1     | 0     | 1        | 0           | 1.000 | 110   | 23.2     | 30       | 2           | 6        | 0     | 4        | 17       | 0     | 1        | 18    | 16       | 6.08     | 1.52    |
| 2023     | 起亜     | 12    | 12    | 0     | 0     | 0        | 2     | 6     | 0        | 0           | .250  | 269   | 58.0     | 64       | 6           | 29       | 0     | 9        | 36       | 5     | 1        | 42    | 39       | 6.05     | 1.60    |
| MLB：3年 | MLB：3年 | 19    | 2     | 0     | 0     | 0        | 1     | 1     | 1        | 0           | .500  | 164   | 35.1     | 42       | 2           | 13       | 0     | 7        | 27       | 0     | 2        | 23    | 21       | 5.35     | 1.56    |
| KBO：1年 | KBO：1年 | 12    | 12    | 0     | 0     | 0        | 2     | 6     | 0        | 0           | .250  | 269   | 58.0     | 64       | 6           | 29       | 0     | 9        | 36       | 5     | 1        | 42    | 39       | 6.05     | 1.60    |

- 2024年度シーズン終了時

### 年度別打撃成績
| 年 度    | 球 団    | 試 合 | 打 席 | 打 数 | 得 点 | 安 打 | 二 塁 打 | 三 塁 打 | 本 塁 打 | 塁 打 | 打 点 | 盗 塁 | 盗 塁 死 | 犠 打 | 犠 飛 | 四 球 | 敬 遠 | 死 球 | 三 振 | 併 殺 打 | 打 率 | 出 塁 率 | 長 打 率 | O P S |
| -------- | -------- | ----- | ----- | ----- | ----- | ----- | -------- | -------- | -------- | ----- | ----- | ----- | -------- | ----- | ----- | ----- | ----- | ----- | ----- | -------- | ----- | -------- | -------- | ----- |
| 2021     | PHI      | 4     | 1     | 1     | 0     | 0     | 0        | 0        | 0        | 0     | 0     | 0     | 0        | 0     | 0     | 0     | 0     | 0     | 1     | 0        | .000  | .000     | .000     | .000  |
| 2022     | NYM      | 14    | 0     | 0     | 0     | 0     | 0        | 0        | 0        | 0     | 0     | 0     | 0        | 0     | 0     | 0     | 0     | 0     | 0     | 0        | .000  | .000     | .000     | .000  |
| MLB：2年 | MLB：2年 | 19    | 1     | 1     | 0     | 0     | 0        | 0        | 0        | 0     | 0     | 0     | 0        | 0     | 0     | 0     | 0     | 0     | 1     | 0        | .000  | .000     | .000     | .000  |

- 2024年度シーズン終了時

### 背番号
- 77（2020年 - 2021年）
- 68（2022年）
- 45（2023年）

### 記録
MiLB
- オールスター・フューチャーズゲーム選出：1回（2018年）